# John Deacon
John Richard Deacon (n. 19 august 1951, Leicester, Anglia, Regatul Unit) este un muzician polivalent și producător muzical britanic, cel mai bine cunoscut în calitatea de chitarist bas al formației britanice de muzică rock, Queen.

## Cântece Queen creditate lui John Deacon
- Stone Cold Crazy (cu Mercury, May & Taylor)
- Misfire
- You're My Best Friend
- You And I
- Spread Your Wings
- Who Needs You
- If You Can't Beat Them
- In Only Seven Days
- Another One Bites The Dust
- Need Your Loving Tonight
- Execution Of Flash
- Arboria (Planet Of The Tree Men)
- Back Chat
- Cool Cat (cu Freddie Mercury)
- I Want To Break Free
- One Year Of Love
- Pain Is So Close To Pleasure (cu Freddie Mercury)
- Friends Will Be Friends (cu Freddie Mercury)